# Piberbach
Piberbach ist eine Gemeinde in Oberösterreich im Bezirk Linz-Land im Oberösterreichischen Zentralraum mit 2045 Einwohnern (Stand 1. Jänner 2025).

## Geographie
Piberbach liegt auf 320 m Höhe im oberösterreichischen Zentralraum. Die maximale Ausdehnung des Gemeindegebietes beträgt von Nord nach Süd 4,6 km, von West nach Ost 6,7 km. Die Gesamtfläche beträgt 17,3 km². 10,4 % der Fläche sind bewaldet, 78,6 % der Fläche sind landwirtschaftlich genutzt.

### Gemeindegliederung
Die Gemeinde setzt sich aus den Katastralgemeinden Piberbach im Norden und Brandstatt im Süden zusammen. Piberbach umfasst 744,37 Hektar, Brandstatt 991,14 Hektar. Die Katastralgemeinde Piberbach beherbergt den Großteil der Gemeindebevölkerung. Nördlichste Siedlung ist die Rotte Weifersdorf (365 m ü. A.), die 2001 128 Gebäude und 441 Einwohner umfasste. Zu Weifersdorf wurden dabei auch die nordöstlich gelegenen Ortsteile, der Einzelhof Landthüllner, der Weiler Radlehner sowie die Einzelhöfe Stöckl und Teichlehner gezählt. Südlich von Weifersdorf befindet sich mit dem Dorf Piberbach die einwohnerstärkste Siedlung der Gemeinde. Sie umfasste 2001 166 Gebäude mit 766 Einwohnern. Zu Piberbach wurden neben dem eigentlichen Dorf Piberbach (320 m ü. A.) auch das westlich von Piberbach gelegene Dorf Piberbach-West (320 m ü. A.), die Streusiedlung Piberbach-Zerstreute Häuser sowie die um das Dorf Piberbach gelegenen Einzelhöfe Huber, Lindenhof, Ofner, Schenker, Schwaiger und Zeissl gezählt. Südlich von Piberbach und damit in der Katastralgemeinde Brandstatt gelegen befinden sich fast nur noch Streusiedlungen. Die nördlichsten Siedlungen der Katastralgemeinde sind die Streusiedlung Winden im Westen und Pellndorf (380 m ü. A.) im Osten. Winden bestand dabei 2001 aus 53 Gebäuden, beherbergte 152 Einwohner und umfasste auch die Rotte Bruck und den Weiler Wolfstein. Zu Pellendorf zählten 2001 24 Gebäude und 78 Einwohner sowie die Einzelhöfe Krahmühle, Stierberg und Zwicklmayr. Im Süden der Gemeinde befindet sich die Streusiedlung Brandstatt mit den Rotten Krottenhaid und Neukematen. Brandstatt umfasste 2001 52 Gebäude und 165 Einwohner. Des Weiteren wies die Statistik Austria 2001 auch den Ortsteil Siedlung mit 46 Gebäuden und 103 Einwohnern aus.
Zwischen 2001 und 2011 konnten Weifersorf und Piberbach ihre Einwohnerzahl stark erhöhen, während die übrigen Ortsteile kaum Bevölkerungsveränderungen oder leichte Verluste verzeichneten. Piberbach kam 2011 auf 838 Einwohner, Weifersdorf hatte 521, Brandstatt 160, Winden 154, Siedlung 87 und Pellndorf 85 Einwohner.
Das Gemeindegebiet umfasst folgende Ortschaften (in Klammern Einwohnerzahl Stand 1. Jänner 2025):
- Brandstatt (160)
- Pellndorf (73)
- Piberbach (969)
- Siedlung (89)
- Weifersdorf (522)
- Winden (232)

Der zuständige Gerichtsbezirk ist der Gerichtsbezirk Traun.

### Nachbargemeinden
|                      | Neuhofen an der Krems                       |            |
| Kematen an der Krems | Kompassrose, die auf Nachbargemeinden zeigt | St. Marien |
| Schiedlberg (SE)     | Rohr im Kremstal (SE)                       |            |

## Geschichte
Das früheste Schriftzeugnis ist von 1035 und lautet „Piparbach“. Es liegt ein althochdeutsches bibar (Biber) zugrunde.
Ursprünglich im Ostteil des Herzogtums Bayern liegend, gehörte der Ort seit dem 12. Jahrhundert zum Herzogtum Österreich. Von 1490 an wurde er dem Fürstentum Österreich ob der Enns zugerechnet.
Während der Napoleonischen Kriege war der Ort mehrfach besetzt. Im Jahr 1814 wurde das an der Stelle des heutigen Ortszentrums befindliche Schloss Piberbach abgetragen.
Seit 1918 gehört der Ort zum Bundesland Oberösterreich. Nach dem „Anschluss“ Österreichs an das Deutsche Reich am 13. März 1938 gehörte der Ort zum Gau Oberdonau. Nach 1945 erfolgte die Wiederherstellung Oberösterreichs.

### Bevölkerungsstruktur
2013 lebten in der Gemeinde Piberbach 1.844 Menschen, womit Piberbach die fünftkleinste Gemeinde der 22 Gemeinden des Bezirks war. Ende 2001 waren 97,4 Prozent der Bevölkerung österreichische Staatsbürger (Oberösterreich 92,8 Prozent, Bezirk Linz-Land 91,4 Prozent), bis zum Jahresbeginn 2013 stieg der Wert leicht auf 96,2 Prozent (Oberösterreich 91,1 Prozent, Bezirk Linz-Land 89,0 Prozent). Insgesamt wurden 2013 in der Gemeinde 70 Ausländer gezählt, die zu 90 Prozent aus Europa stammten. Das größte Kontingent stellten Menschen mit einer Staatsbürgerschaft aus dem ehemaligen Jugoslawien (ohne Slowenien), die alleine 28 Prozent aller Ausländer ausmachten. Zur römisch-katholischen Kirche bekannten sich 2001 80,7 Prozent der Einwohner (Oberösterreich: 79,4 Prozent), 8,1 Prozent waren evangelisch, 7,9 Prozent ohne Bekenntnis und 0,6 Prozent islamischen Glaubens.
Der Altersdurchschnitt der Gemeindebevölkerung lag 2001 unter dem Landesdurchschnitt. 21,1 Prozent der Einwohner von Piberbach waren jünger als 15 Jahre (Oberösterreich: 18,8 Prozent), 61,5 Prozent zwischen 15 und 59 Jahre alt (Oberösterreich: 61,6 Prozent). Der Anteil der Einwohner über 59 Jahre lag mit 17,4 Prozent unter dem Landesdurchschnitt von 20,2 Prozent. Der Altersdurchschnitt der Bevölkerung von Piberbach veränderte sich in der Folge in allen Segmenten. Der Anteil der unter 15-Jährigen sank per 1. Jänner 2013 auf 17,0 Prozent, während sich der Anteil der Menschen zwischen 15 und 59 Jahren auf 67,4 Prozent deutlich erhöhte. Der Anteil der über 59-Jährigen sank hingegen auf 15,6 Prozent. Nach dem Familienstand waren 2001 44,9 Prozent der Einwohner von Piberbach ledig, 45,6 Prozent verheiratet, 5,6 Prozent verwitwet und 3,9 Prozent geschieden.

### Bevölkerungsentwicklung
Die Gemeinde Piberbach verzeichnete zwischen dem späten 19. Jahrhundert und dem Jahr 1939 kaum eine Bevölkerungsbewegung. Vielmehr schwankte die Einwohnerzahl zwischen rund 900 und 1.000 Einwohnern. Die Bevölkerungsentwicklung verlief dabei verglichen mit dem Land Oberösterreich und dem Bezirk Linz-Land unterdurchschnittlich. Erst ab 1939 weist die Gemeinde einen starken Bevölkerungszuwachs auf, wobei das Wachstum in den 1940er, den 1960er sowie seit 1991 besonders stark ausfiel. Seit 1961 liegt das Bevölkerungswachstum in der Gemeinde über dem Landesdurchschnitt, wenngleich die Wachstumsraten von Piberbach immer noch weit unter jenen des Bezirksdurchschnittes liegen. Piberbach profitierte in den 1970er Jahren noch ausschließlich von einer positiven Geburtenbilanz bei gleichzeitig leichter Abwanderung. In den 1980er Jahren konnte die Abwanderung gestoppt werden, während sich die Geburtenbilanz erhöhte. Ab den 1990er Jahren stieg jedoch die Zuwanderung stark an, wobei die Geburtenbilanz immer noch stark positiv blieb. Dadurch konnte die Gemeinde ein starkes Bevölkerungswachstum verzeichnen. Die positive Geburtenbilanz blieb auch nach der Jahrtausendwende bestehen, während die Zuwanderung bis 2007 anhielt. Seitdem verzeichnet die Gemeinde eine wechselnde, in Summe aber positive Wanderungsbilanz.

## Kultur und Sehenswürdigkeiten
- Schloss Piberbach
- Evangelische Kirche Neukematen

## Wirtschaft und Infrastruktur

### Arbeitsstätten und Beschäftigte
Piberbach beherbergt lediglich eine Arbeitsstätte mit 20 oder mehr Beschäftigten. Die im Rahmen der Volkszählung durchgeführte Arbeitsstättenzählung ergab 2001 in Piberbach 27 Arbeitsstätten mit 97 Beschäftigten (ohne Landwirtschaft), wobei 76 Prozent unselbständig Beschäftigte waren. Die Anzahl der Arbeitsstätten war dabei gegenüber dem Jahr 1991 um 11 (plus 69 Prozent) gestiegen, die Anzahl der Beschäftigten um 51 Personen (plus 111 Prozent). Wichtigster Wirtschaftszweig war 2001 das Realitätenwesen/Unternehmensdienstleistungen mit sieben Arbeitsstätten und 37 Beschäftigten (38 Prozent der Beschäftigten in Piberbach). Dahinter folgten die Sachgütererzeugung mit vier Arbeitsstätten und 15 Beschäftigten sowie die öffentliche Verwaltung mit einer Arbeitsstätte mit 10 Beschäftigten. 46 Prozent der in Piberbach Beschäftigten waren Angestellte oder Beamte, 29 Prozent Arbeiter und 23 Prozent Betriebsinhaber.
Von den in Piberbach 2010 lebenden 1.026 Erwerbspersonen waren nur 3,3 % arbeitslos. Von den 992 Erwerbstätigen waren 230 in der Sachgütererzeugung (23 Prozent), 181 im Handel (18 Prozent) und 87 im Gesundheits- und Sozialwesen (9 Prozent). Weitere wichtige Branchen waren das Bauwesen mit 78 Beschäftigten sowie die Land- und Forstwirtschaft mit 70 Beschäftigten (je 7 Prozent), die Öffentliche Verwaltung mit 59 Beschäftigten (6 Prozent) und der Bereich Erziehung und Unterricht mit 50 Beschäftigten (5 Prozent). Von den 973 Erwerbstätigen aus Piberbach (ohne temporär von der Arbeit abwesende Personen erwerbstätigen Einwohnern) gingen 2010 nur 127 Personen in Piberbach ihrer Beschäftigung nach. 846 bzw. 87 Prozent mussten zur Arbeit auspendeln. Von den Auspendlern hatten 42 Prozent ihre Arbeitsstätte im Bezirk Linz-Land, 28 Prozent in der Stadt Linz. Wichtigste Auspendelgemeinde nach der Stadt Linz waren Neuhofen an der Krems, Ansfelden sowie Kematen an der Krems und Traun.

### Land- und Forstwirtschaft
Die Statistik wies für die Gemeinde Piberbach 2010 50 land- und forstwirtschaftliche Betriebe aus. Darunter befanden sich 27 Haupterwerbsbetriebe, 21 Nebenerwerbsbetriebe und eine Personengemeinschaft. Die Gesamtbetriebszahl war gegenüber 1999 um 11 Betriebe bzw. 18 Prozent gesunken, wobei insbesondere die Anzahl der Nebenerwerbsbetriebe stark rückläufig war. Gemeinsam bewirtschafteten die Betriebe 2010 insgesamt 1.422 Hektar Fläche, wobei 71 Prozent der Fläche von Vollerwerbsbauern, 28 Prozent von Nebenerwerbslandwirten bewirtschaftet wurden. Die Durchschnittsfläche der Vollerwerbsbauern lag dabei mit 37,5 Hektar etwas höher als der oberösterreichische Durchschnitt.

### Verkehr
Piberbach wird verkehrstechnisch von der Schiedlberger Straße (L1372) aufgeschlossen, die in der Nachbargemeinde Neuhofen an der Krems beginnt und über die Gemeinde Schiedlberg bis nach Sierning führt, wo ein Anschluss an die Voralpen Straße (B122) besteht. Die Schiedlberger Straße führte dabei im Osten, abseits der meisten Siedlungsgebiete durch das Gemeindegebiet. An das öffentliche Verkehrsnetz ist die Gemeinde durch die Buslinie 420 angeschlossen, die von einer Privatfirma im Auftrag der ÖBB-Postbus GmbH durchgeführt wird und von Neuhofen an der Krems über Piberbach nach Sierning geführt wird. Der nächste Bahnhof und somit eine Umsteigemöglichkeit zur Pyhrnbahn in Richtung Linz oder Kirchdorf an der Krems liegt in Neuhofen an der Krems.

## Politik
Der Gemeinderat hat 19 Mitglieder.

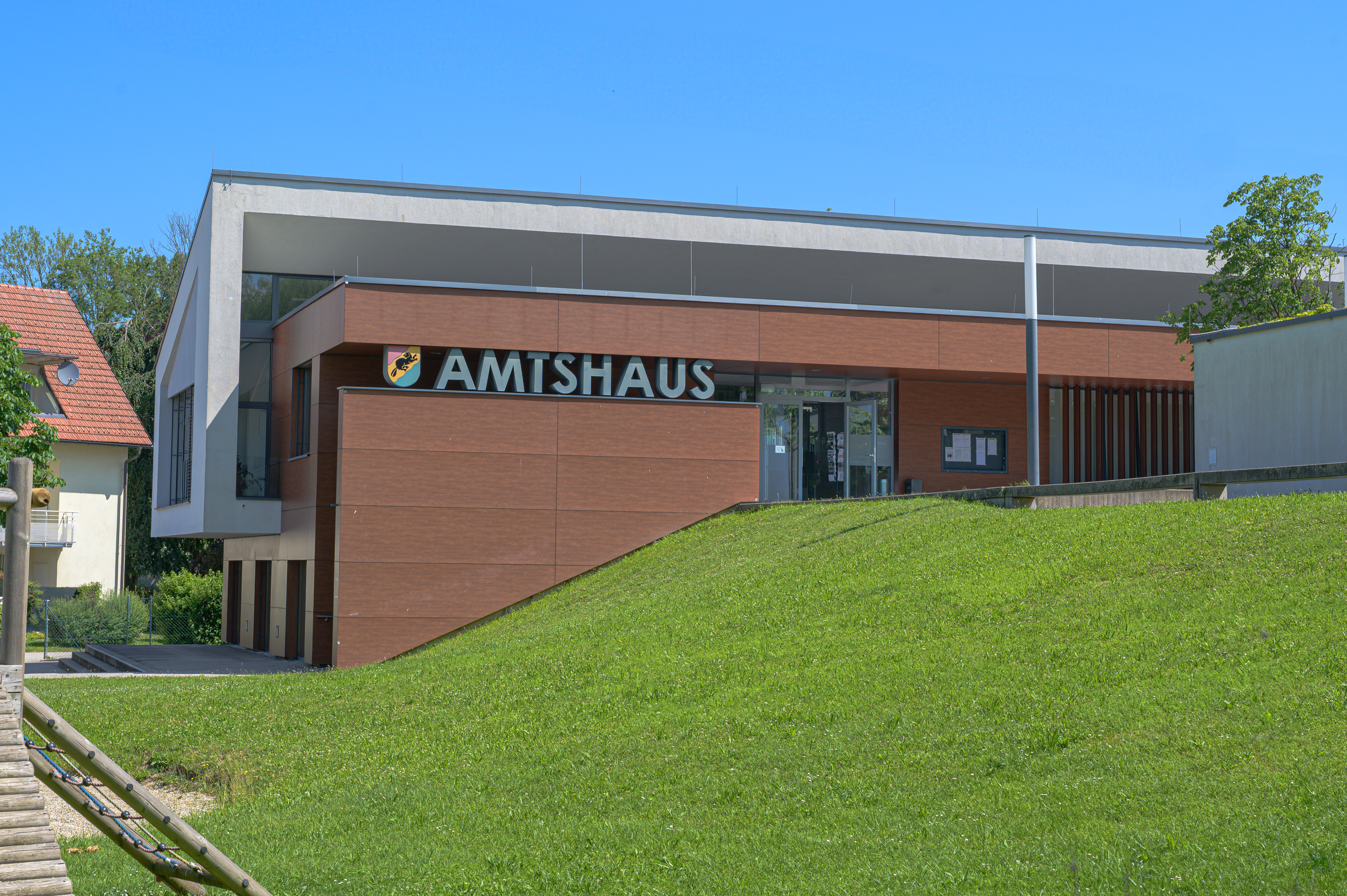
Gemeindeamt

- Mit den Gemeinderats- und Bürgermeisterwahlen in Oberösterreich 2003 hatte der Gemeinderat folgende Verteilung: 10 ÖVP, 8 SPÖ und 1 FPÖ.
- Mit den Gemeinderats- und Bürgermeisterwahlen in Oberösterreich 2009 hatte der Gemeinderat folgende Verteilung: 10 ÖVP, 7 SPÖ und 2 FPÖ.
- Mit den Gemeinderats- und Bürgermeisterwahlen in Oberösterreich 2015 hatte der Gemeinderat folgende Verteilung: 9 ÖVP, 6 SPÖ, 3 FPÖ und 1 GRÜNE.
- Mit den Gemeinderats- und Bürgermeisterwahlen in Oberösterreich 2021 hat der Gemeinderat folgende Verteilung: 9 ÖVP, 8 SPÖ und 2 FPÖ.[6][7]

Stärkste Kraft in der Gemeindepolitik war lange Zeit die SPÖ, die zwischen 1973 und 1991 immer die absolute Mandatsmehrheit und mit einer Ausnahme auch die absolute Stimmenmehrheit erzielen konnte. Dabei konnte die SPÖ zwischen 49 % und 54 % für sich verbuchen. Die ÖVP lag in dieser Periode immer auf dem zweiten Platz und erreicht zwischen 23 % und 42 %, während die FPÖ mit 7 % bis 15 % auf dem dritten Platz landete. Bei der Gemeinderatswahl 1997 gelang es jedoch der ÖVP die relative Stimmen- und Mandatsmehrheit zu erreichen und so die Dominanz der SPÖ zu brechen. Nach 46 % im Jahr 1997 konnte sich die ÖVP in der Folge sogar auf 51 % steigern und verfügte ab der Gemeinderatswahl 2003 über eine absolute Stimmen- und Mandatsmehrheit. Der Stimmenanteil der SPÖ bewegte sich zwischen 1997 und 2009 im Bereich zwischen 37 % und 43 %, die Wahlergebnisse der FPÖ schwankten in der bisherigen Bandbreite.
Bei der letzten Gemeinderatswahl 2015 kam die ÖVP auf einen Stimmenanteil von 46,7 % bzw. 9 Mandate und verlor damit die absolute Mehrheit im Gemeinderat. Die SPÖ erreichte 29,2 % bzw. 6 Mandate und die FPÖ 15,2 % bzw. 3 Mandate. Die erstmals kandidierenden Grünen erreichten einen Stimmanteil von 9,0 % und zogen mit 1 Mandat in den Gemeinderat ein.

### Bürgermeister
- 1955–1961 Franz Felbringer (SPÖ)
- 1997–2019 Florian Kranawetter (ÖVP)[9]
- seit 2019 Markus Mitterbaur (ÖVP)[9]

### Sonstige Wahlen
Bei Landtagswahlen wechselten sich SPÖ und ÖVP mehrmals als stimmenstärkste Partei in Piberbach ab. So belegte die SPÖ 1973 und 2003 den ersten Platz, die ÖVP konnte in den Jahren 1979 bis 1997 sowie 2009 und 2015 stimmenstärkste Partei werden. Die SPÖ verbuchte dabei 1973 mit 50,4 % ihr bestes Ergebnis, die ÖVP 1985 mit 47,3 %. Die FPÖ belegte zunächst immer den dritten Platz, konnte sich aber im Jahr 2015 mit 28,1 % vor der SPÖ platzieren. Die Grünen konnten ihren Stimmanteil von 3,9 % im Jahr 1997 auf 8,2 % im Jahr 2015 ausbauen.
Dem landesweiten Trend folgend, verloren ÖVP und SPÖ bei der letzten Landtagswahl im Jahr 2015 auch in Piberbach stark und konnten 36,5 % bzw. 22,9 % der Wähler für sich gewinnen, während die FPÖ ihren Stimmenanteil wie bereits oben erwähnt auf 28,1 % ausbauen konnte. Die Grünen kamen auf einen Stimmenanteil von 8,2 %, die NEOS auf 2,9 %.

### Wappen
Der Gemeinde Piberbach wurde per 21. Februar 1983 von der Oberösterreichischen Landesregierung ein Wappen verliehen. Die Blasonierung des Wappens lautet: Von Rot und Grün erhöht geteilt durch einen goldenen, schräglinken Wellenbalken, darin ein schwarzer, linksgewendeter, widersehender Biber. Die Darstellung des sprechenden Wappens symbolisiert durch den Wellenbalken und den Biber den Bachlauf des Piberbachs, in dem ursprünglich Biber gelebt hatten. Der Grünteil des Wappens symbolisiert die Landwirtschaft, der Rotteil die auspendelnde Arbeiterschaft. Die Gemeindefarben wurden mit Rot-Gelb-Grün festgelegt.

## Persönlichkeiten

### Söhne und Töchter der Gemeinde
- Rudolf Klausnitzer (* 1948), Journalist, Medienmanager und Theaterintendant

### Mit der Gemeinde verbundene Persönlichkeiten
- Thomas Drozda (* 1965), Kulturmanager und Politiker (SPÖ)
- Franz Felbringer (1903–1971), ehemaliger Bürgermeister und Landtagsabgeordneter (SPÖ)